# Thumakodada
Thumakodada (nep. थुमाकोडाँडा) – gaun wikas samiti w zachodniej części Nepalu w strefie Gandaki w dystrykcie Kaski. Według nepalskiego spisu powszechnego z 2001 roku liczył on 901 gospodarstw domowych i 3925 mieszkańców (2139 kobiet i 1786 mężczyzn).